# Лобода, Стефания Матвеевна
Стефания (Степанида) Матвеевна Лобода (урождённая Пашковская; 1827—1887) — русская писательница последней четверти XIX столетия. Жена участника революционного движения Виктора Васильевича Лободы.

## Биография
Стефания Матвеевна Лобода родилась в 1827 году в имении отца в Киевской губернии.
Она рано вышла замуж и большую часть жизни провела на юге России и в юго-западном крае, лишь в начале 60-х годов она побывала на Адриатическом море, жила в Сербии и Черногории.
В 1871 году Стефания Матвеевна переехала в Санкт-Петербург, и тогда она начала свою литературную деятельность.
Впервые Лобода опубликовала свои беллетристические произведения в журнале «Гражданин» 1873—1874 годов под редакцией Фёдора Михайловича Достоевского.
Скончалась Стефания Матвеевна Лобода 21 января 1877 года в Санкт-Петербурге.

## Публикации
Среди произведений Стефании Матвеевны Лободы известны следующие:
- «Заметка на статью г. Колмогорова: О публичных лекциях в хозяйственном образовании женщин»[3]. Статья Колмогорова была также опубликована[4].
- «Дневник княгини Хмуровой» повесть[5]
- «Молчальник»[6]
- «Несколько слов о Т. Шевченке»[7]
- «Знакомство с Погодиным»[8]
- «Миссионеры нашего времени»[9]
- «Сея»[10]
- «Жуткий вечер из жизни Т. Г. Шевченка»[11]
- «О псковичах»[12]
- «Сила моды»[13]
- «Ласточкино горе»[14]
- «Заколдованное царство»[15]
- «Из быта наших фельдшериц»[16]
- «Дионисия Федоровна»[17]
- «Родные картинки»[18]
- «Розы и шипы»[19]

Также Стефания Матвеевна опубликовала ряд статей и заметок в «Живописном Обозрении», «Мысли», «Свете», «Неве», «Детском Чтении», «Семье и Школе», «Сельском Чтении», «Друге Народа», «Здоровье» и «Врачебных Ведомостях». Лобода прекрасно владела польским языком и перевела несколько произведений Элизы Оржешковой и Крашевского.